# تپه استهلک
تپه استهلک مربوط به سده‌های میانه دوران‌های تاریخی پس از اسلام است و در شهرستان خمین، بخش کمره، دهستان خرمدشت، روستای استهلک واقع شده و این اثر در تاریخ ۲۰ اسفند ۱۳۸۵ با شمارهٔ ثبت ۱۸۰۲۴ به‌عنوان یکی از آثار ملی ایران به ثبت رسیده است.